# Círdan Ladjedelec
Círdan Ladjedelec (izvirno angleško Círdan the Shipwright) je izmišljen lik iz Tolkienove mitologije, serije knjig o Srednjem svetu britanskega pisatelja J. R. R. Tolkiena. 
Bil je vilinski pomorščak in ladjedelec.